# Teofilatto Dalasseno
Teofilatto Dalasseno (in greco Θεοφύλακτος Δαλασσηνός?; prima del 990 – dopo il 1039) era un aristocratico bizantino che occupò una serie di posizioni militari di rilievo nell'XI secolo.

## Biografia
Teofilatto era figlio di Damiano Dalasseno, il primo membro documentato dell'illustre casato aristocratico dei Dalasseni. Appare per la prima volta nel 998, quando accompagnò il padre, che allora ricopriva la carica di doux di Antiochia, in battaglia contro i Fatimidi. Nella conseguente battaglia di Apamea Damiano fu ucciso e Teofilatto, insieme al fratello Costantino, furono fatti prigionieri. Furono quindi venduti al generale fatimide Jaysh al-Samsama per 6000 dinari d'oro e trascorsero i dieci anni successivi in cattività nella capitale fatimide de Il Cairo.
Dopo la sua liberazione continuò la carriera militare, ma la sua vita è sconosciuta fino al 1021/22; a quel punto, secondo Yahya di Antiochia, ricopriva il grado di protospatario e di drungarios (molto probabilmente la carica di droungarios tes viglas). Nell'agosto del 1022, l'imperatore Basilio II (regno 976-1025) lo nominò stratego (governatore militare) del Thema Anatolikon e gli diede il denaro per raccogliere truppe, con il compito di reprimere la ribellione di Niceforo Xifias e Niceforo Foca Baritrachelo. Alla fine i due ribelli si scontrarono e Xifias fece assassinare Foca; mentre la ribellione falliva, Dalasseno fece prigioniero Xifias e lo portò in giudizio a Costantinopoli.
Dai sigilli conservati si sa che ricoprì anche le cariche di catapano d'Iberia (probabilmente prima del 1021) e di catapano di Vaspurakan (dopo il 1027). La sua ultima carica, probabilmente nel 1032-34, fu quella di doux di Antiochia, con i gradi di anthypatos patrikios e vestes, anch'essa attestata da un sigillo. L'imperatore Michele IV il Paflagone (r. 1034-41) sospettò tuttavia i Dalasseni di tramare per usurpare il trono; la carriera di Teofilatto si concluse quindi probabilmente nel 1034, e l'intera famiglia fu bandita nell'agosto del 1039. Un altro sigillo attesta che egli ricoprì anche il grado di magistros della corte suprema, ma non è chiaro se questo fosse già prima del 1034 o se gli fu conferito dopo la morte di Michele IV.
Teofilatto era molto probabilmente il padre di Adriano, il nonno materno di Anna Dalassena, la madre dell'imperatore Alessio I Comneno, fondatore della dinastia dei Comneni.